# Telowie Gorge Conservation Park
Telowie Gorge Conservation Park är en park i Australien. Den ligger i delstaten South Australia, omkring 210 kilometer norr om delstatshuvudstaden Adelaide. Telowie Gorge Conservation Park ligger 405 meter över havet.
Närmaste större samhälle är Port Pirie, omkring 20 kilometer sydväst om Telowie Gorge Conservation Park.
Omgivningarna runt Telowie Gorge Conservation Park är i huvudsak ett öppet busklandskap. Trakten runt Telowie Gorge Conservation Park är nära nog obefolkad, med mindre än två invånare per kvadratkilometer. Genomsnittlig årsnederbörd är 533 millimeter. Den regnigaste månaden är juni, med i genomsnitt 86 mm nederbörd, och den torraste är december, med 14 mm nederbörd.